# A-2122
Se denomina  A-2122  al tramo alavés de la carretera que une Miranda de Ebro con Trespaderne por el Valle de Tobalina. Se distinguen dos tramos de esta carretera, unidos entre sí por la  A-2625 : el tramo entre Miranda y Puentelarrá se corresponde con la antigua comarcal  C-122  (Logroño-Miranda-Puentelarrá), de la que toma el nombre, mientras que el tramo entre Puentelarrá y la frontera cerca de Tobalinilla, forma parte de la antigua carretera local que se dirige a Quintana Martín Galíndez y Trespaderne.
Comienza en la frontera con la provincia de Burgos cerca de Comunión, a apenas tres kilómetros del enlace con la  N-I  en Miranda. En Puentelarrá se une a la  A-2625  en un enlace que otorga prioridad al trayecto desde/hacia Miranda. Un kilómetro más adelante vuelve a surgir en una intersección en T y continúa hacia Tobalina, encontrándose de nuevo con la frontera burgalesa 10 kilómetros más adelante. Prosigue por Castilla y León como  BU-530 .

## Trazado
| Velocidad                              | Esquema | Carretera que enlaza                     |
| -------------------------------------- | ------- | ---------------------------------------- |
| Continúa hacia Trespaderne como BU-530 |         |                                          |
|                                        |         |                                          |
|                                        |         | Túneles del desfiladero de Sobrón        |
|                                        |         | A-4324 Sobrón Alto                       |
|                                        |         | Sobrón Bajo                              |
|                                        |         | A-2625 Espejo - Berberana - Orduña       |
|                                        |         | A-2625 Puentelarrá - Santa Gadea del Cid |
|                                        |         | Fontecha                                 |
|                                        |         | A-4323 Caicedo de Yuso                   |
|                                        |         | A-4322 Leciñana del Camino - Molinilla   |
|                                        |         | A-4321 Salcedo - Turiso                  |
|                                        |         | Zubillaga                                |
|                                        |         | A-3312 Comunión - Ribabellosa            |
|                                        |         |                                          |
| Continúa hacia Miranda como BU-535     |         |                                          |